# Острови (гміна Ґоздово)
Острови (пол. Ostrowy) — село в Польщі, у гміні Ґоздово Серпецького повіту Мазовецького воєводства.
Населення — 168 осіб (2011).
У 1975-1998 роках село належало до Плоцького воєводства.

## Демографія
Демографічна структура станом на 31 березня 2011 року:
|          | Загалом | Допрацездатний вік | Працездатний вік | Постпрацездатний вік |
| -------- | ------- | ------------------ | ---------------- | -------------------- |
| Чоловіки | 72      | 15                 | 48               | 9                    |
| Жінки    | 96      | 23                 | 51               | 22                   |
| Разом    | 168     | 38                 | 99               | 31                   |